# 'Eua Fo'ou
'Eua Fo'ou es un distrito de la división administrativa de 'Eua, en Tonga. Su capital es Angaha. Limita tanto al norte como al sur con el distrito de 'Eua Motu'a, al este con el Parque Nacional de 'Eua y al oeste con el Oceano Pacífico. Tiene una población de 2.132 habitantes en 2021. 